# Ciało doskonale białe
Ciało doskonale białe – modelowe ciało całkowicie rozpraszające padające na nie promieniowanie elektromagnetyczne, niezależnie od temperatury i widma padającego promieniowania. Ciało takie ma zdolność absorpcyjną równą 0 i współczynnik odbicia równy 1. Zdolność emisyjna takiego ciała równa jest zeru, tak samo przepuszczalność światła.
Ciało doskonale białe jest przeciwieństwem ciała doskonale czarnego, które całkowicie pochłania padające nań promieniowanie.

## Ciało zwierciadlane
Podobne cechy ma ciało zwierciadlane różniące się od ciała doskonale białego tylko tym, że światło nie jest przez nie rozpraszane a odbijane, zgodnie z prawem odbicia. Właściwości zbliżone do ciała zwierciadlanego mają przedmioty wykonane z czystego metalu (np. lustra, folie, wypolerowane blachy) o gładkiej powierzchni pozbawionej tlenków (czyste tlenki metali mają właściwości zbliżone do ciała doskonale czarnego). W przestrzeni kosmicznej często wykorzystuje się je do izolowania termicznego statków lub skafandrów kosmonautów. Jednak zdolność do blisko stuprocentowego odbicia i zaniedbywalnej absorpcji dotyczy tylko pewnego zakresu częstotliwości widma promieniowania elektromagnetycznego.